# Parco nazionale Fuji-Hakone-Izu
Il parco nazionale Fuji-Hakone-Izu (富士箱根伊豆国立公園?, Fuji-Hakone-Izu Kokuritsu Kōen) è un parco nazionale situato nelle prefetture di Yamanashi, Shizuoka, Kanagawa e nella parte occidentale di Tokyo, in Giappone. È costituito dal Fuji, dai cinque laghi del Fuji, da Hakone, dalla penisola di Izu e dalle isole Izu. Copre una superficie di 1.227 km2.
Piuttosto che un luogo specifico, il parco è una raccolta di siti turistici che costeggiano la regione. Il punto più lontano a sud, l'isola di Hachijō-jima, è situato diverse centinaia di chilometri dal Fuji. Il parco comprende una varietà di caratteristiche geografiche tra le quali sorgenti termali naturali, linee costiere, aree montane, laghi e più di 1.000 isole vulcaniche. La flora va da alberi montani alla vegetazione subtropicale delle isole Izu.
Fu istituito il 2 febbraio 1936 come parco nazionale Fuji-Hakone, ed è uno dei primi quattro parchi nazionali del paese. Nel 1950 al parco furono aggiunte le isole Izu, e il nome cambiò nell'attuale denominazione. Grazie alla vicinanza a Tokyo e alla facilità di trasporto, è il parco nazionale più frequentato in tutto il Giappone, con un numero di visitatori che supera 100 milioni all'anno.
Le città vicine sono Odawara, Fuji, Minamiashigara e Numazu.

## Punti di interesse

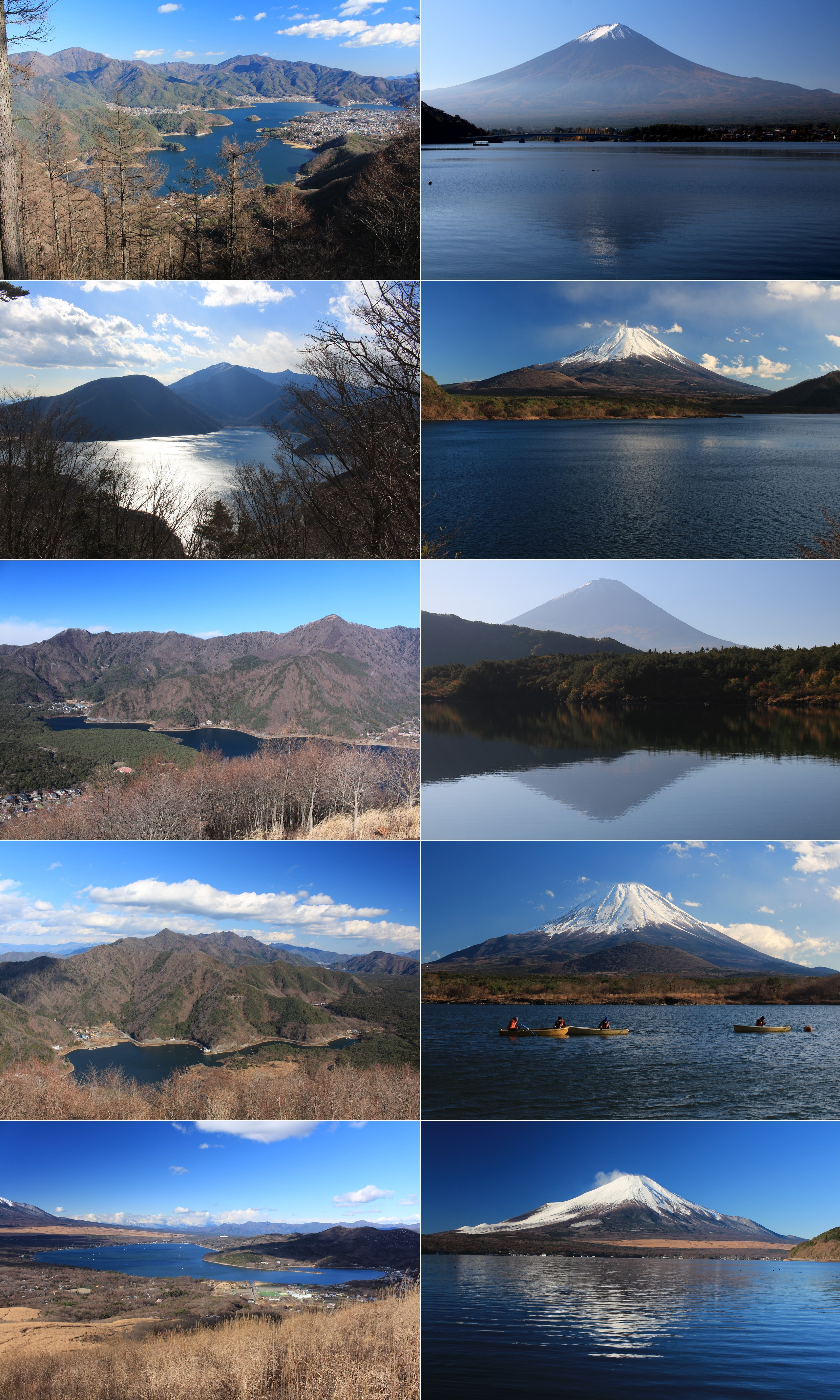
Il Fuji e la regione dei cinque laghi
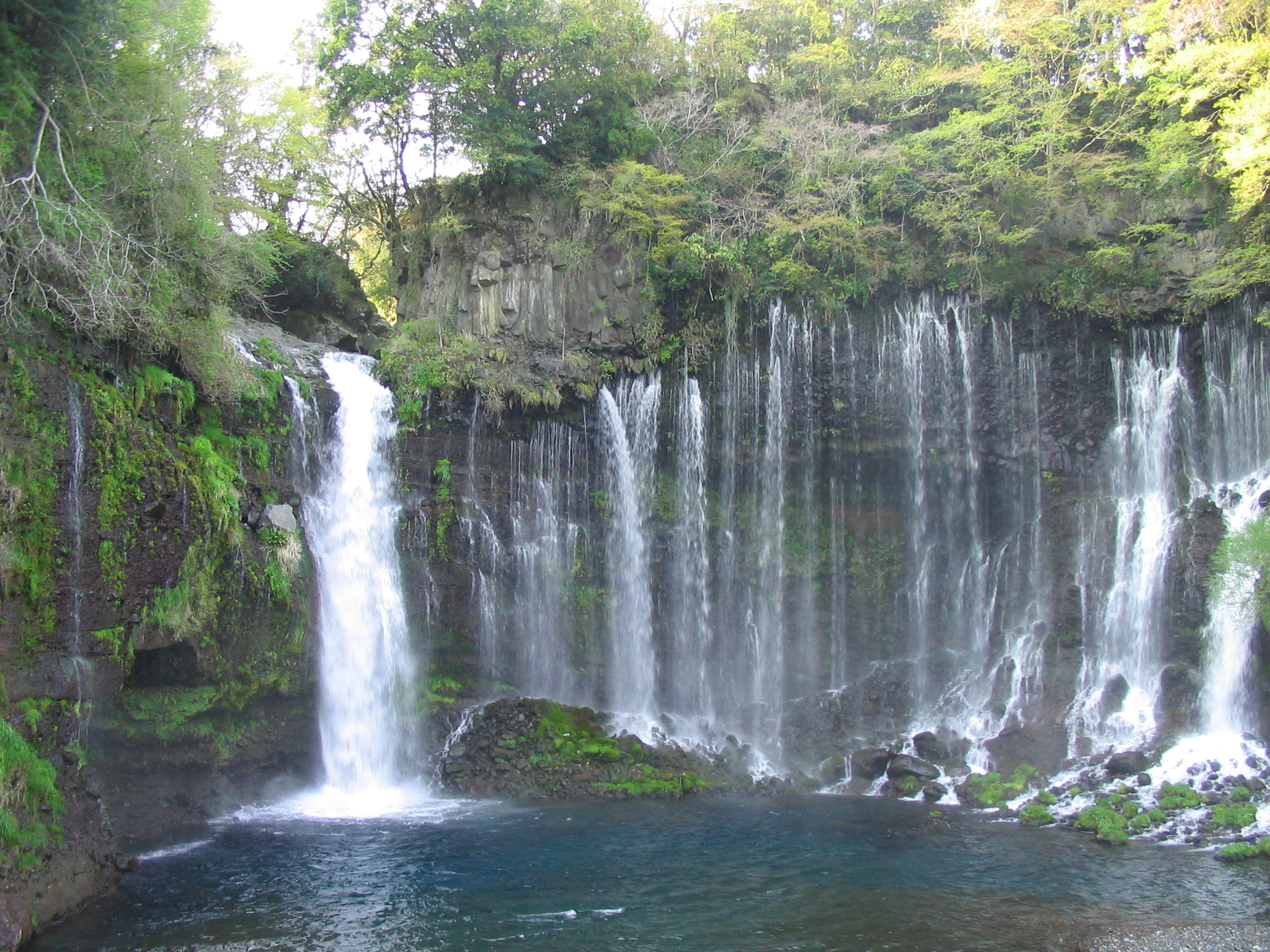
Cascate Shiraito
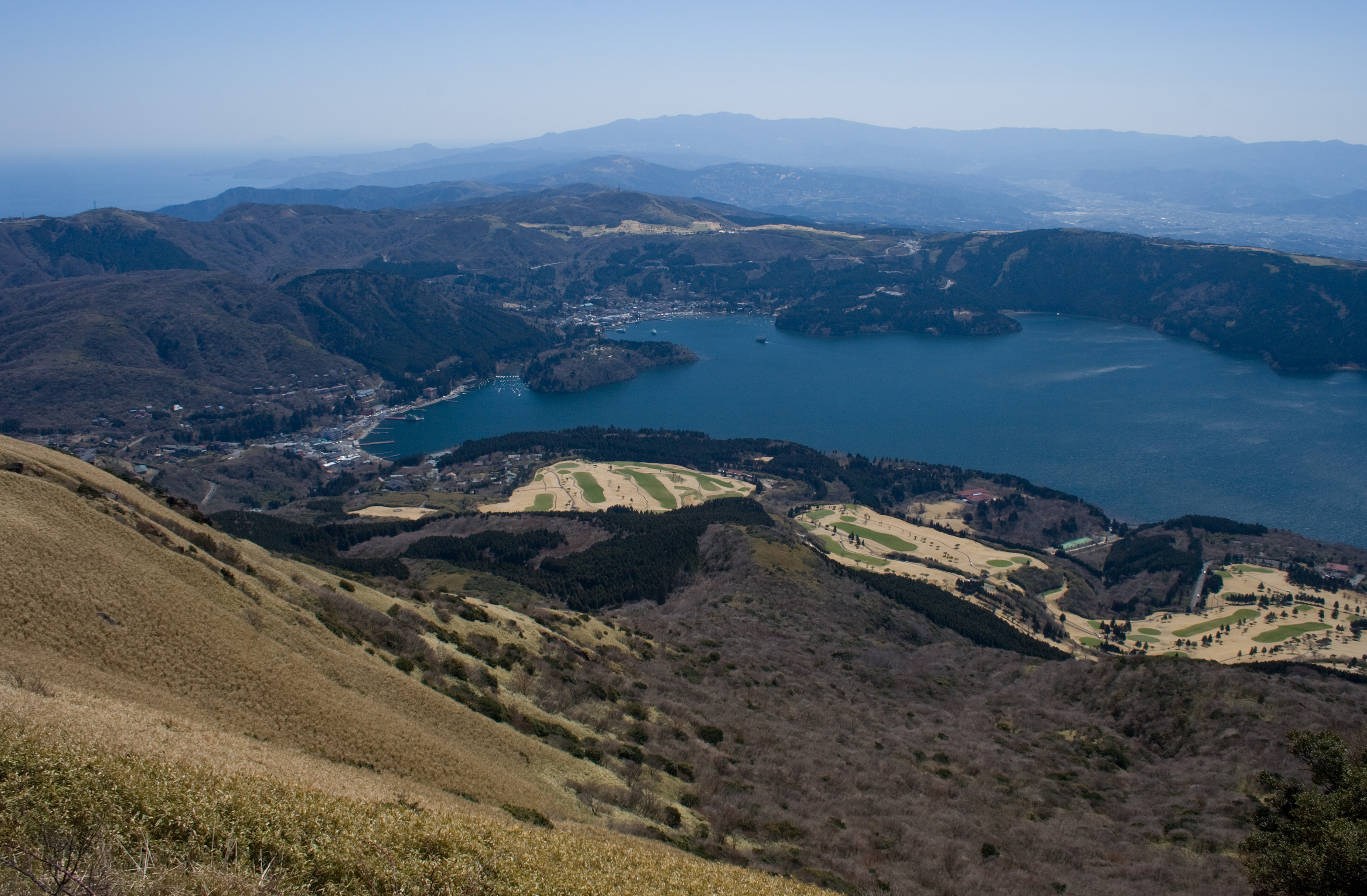
Lago Ashinoko
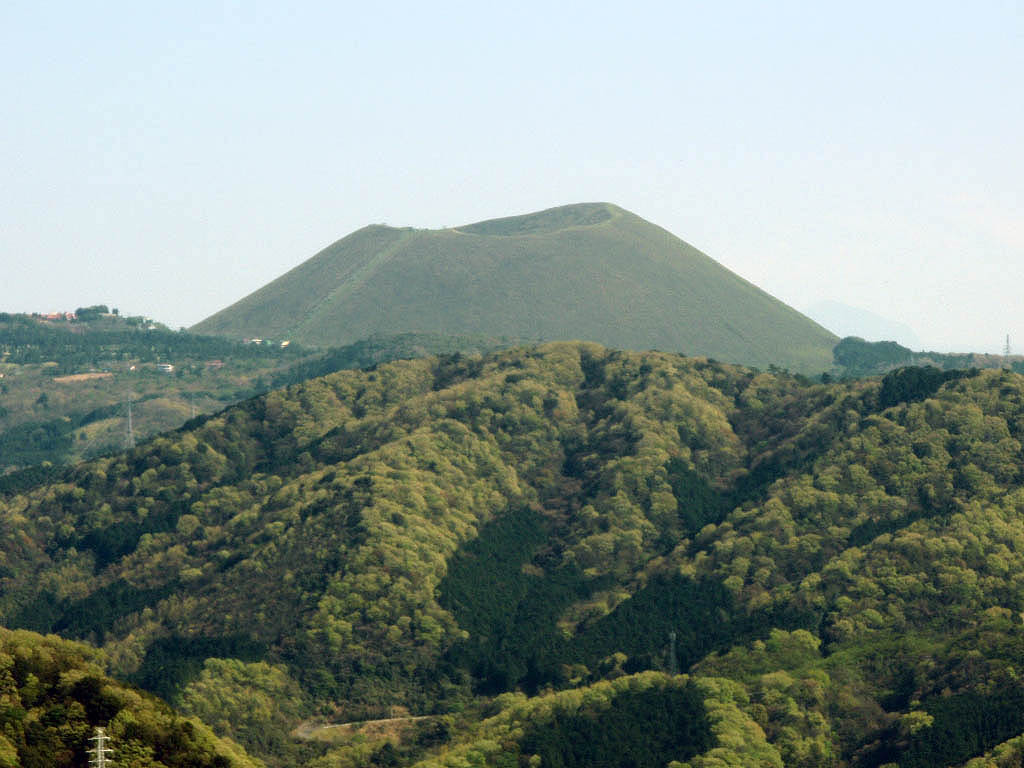
Monte Ōmuro
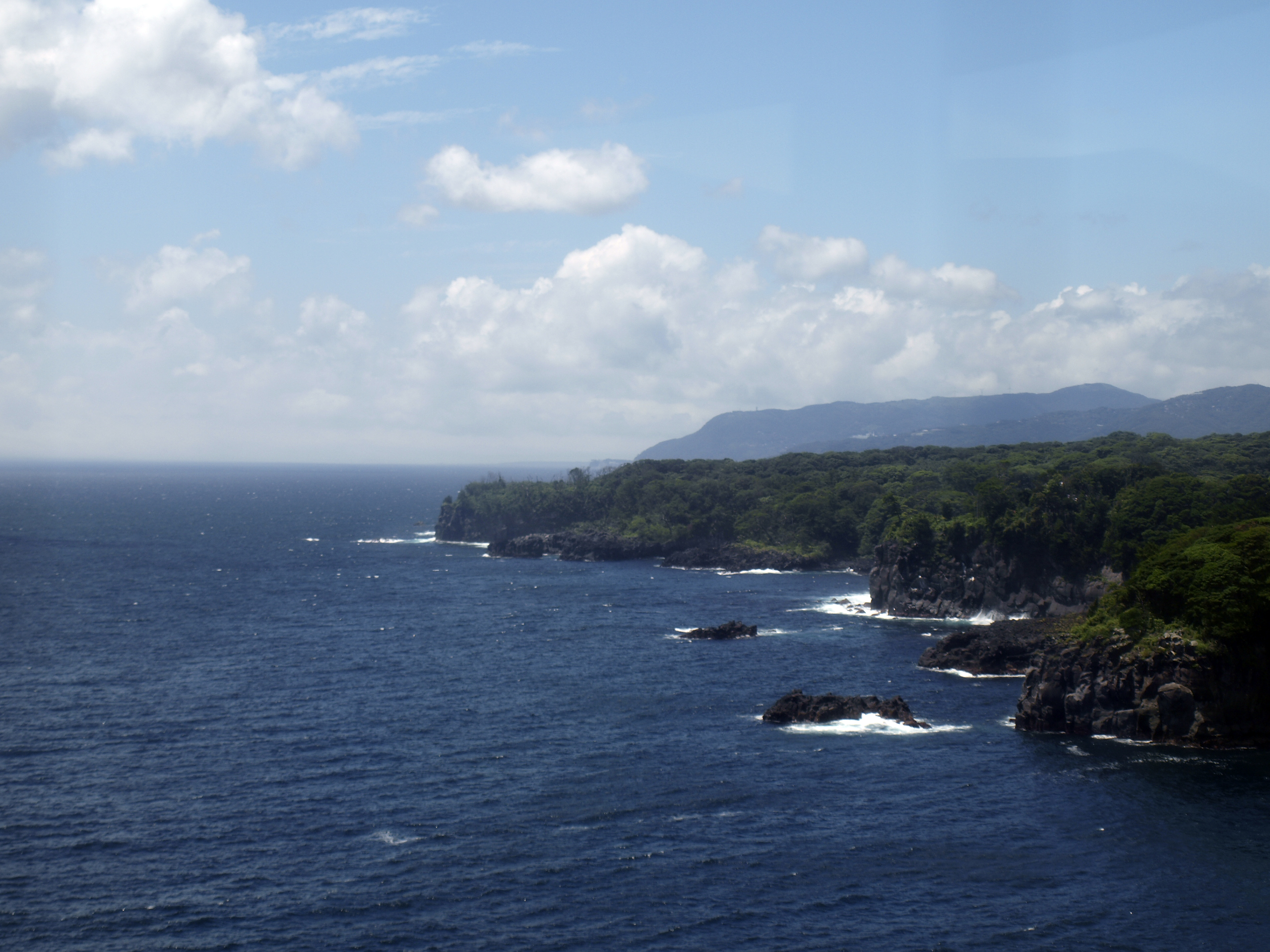
Costa Jogasaki
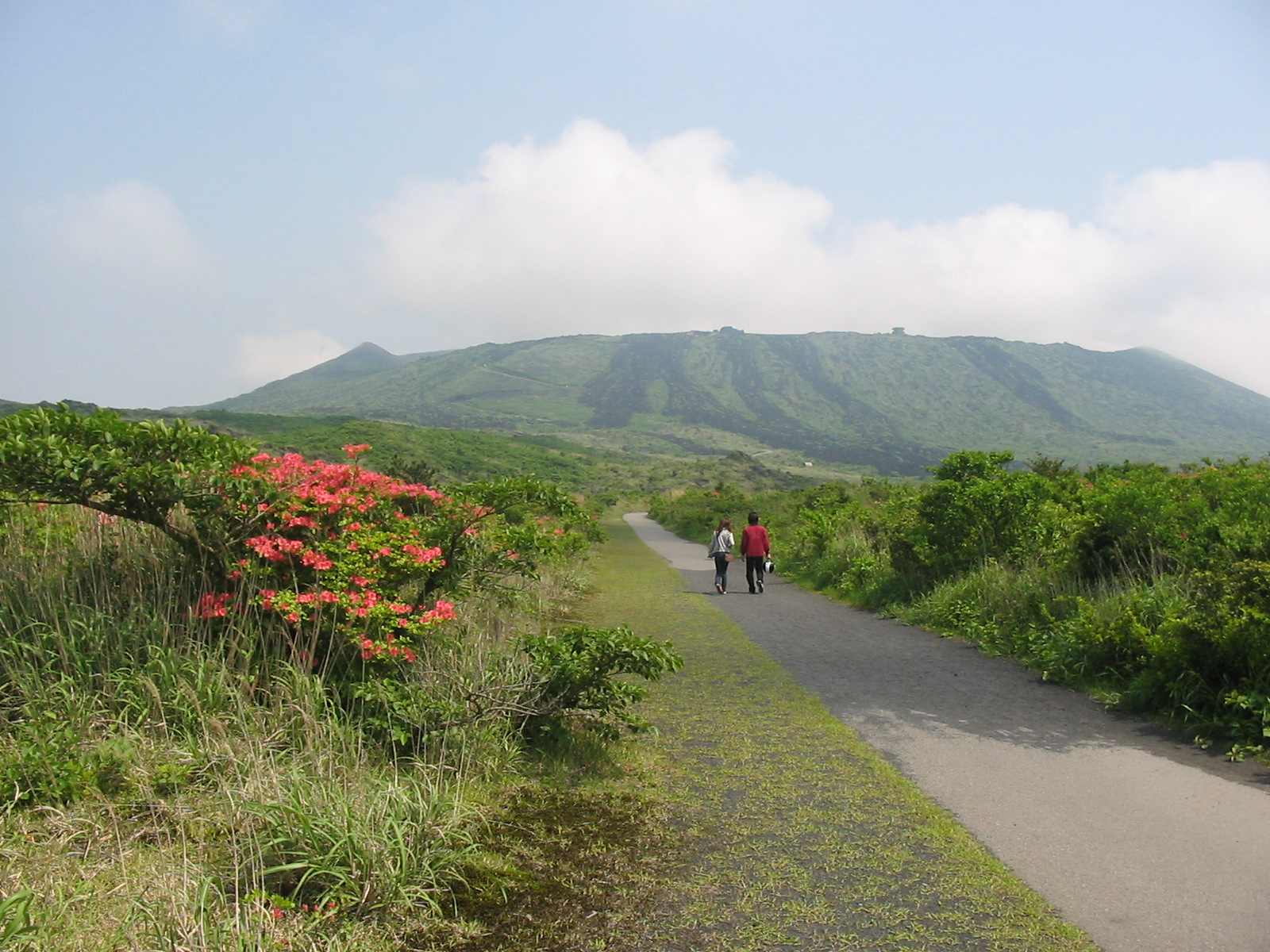
Izu Ōshima
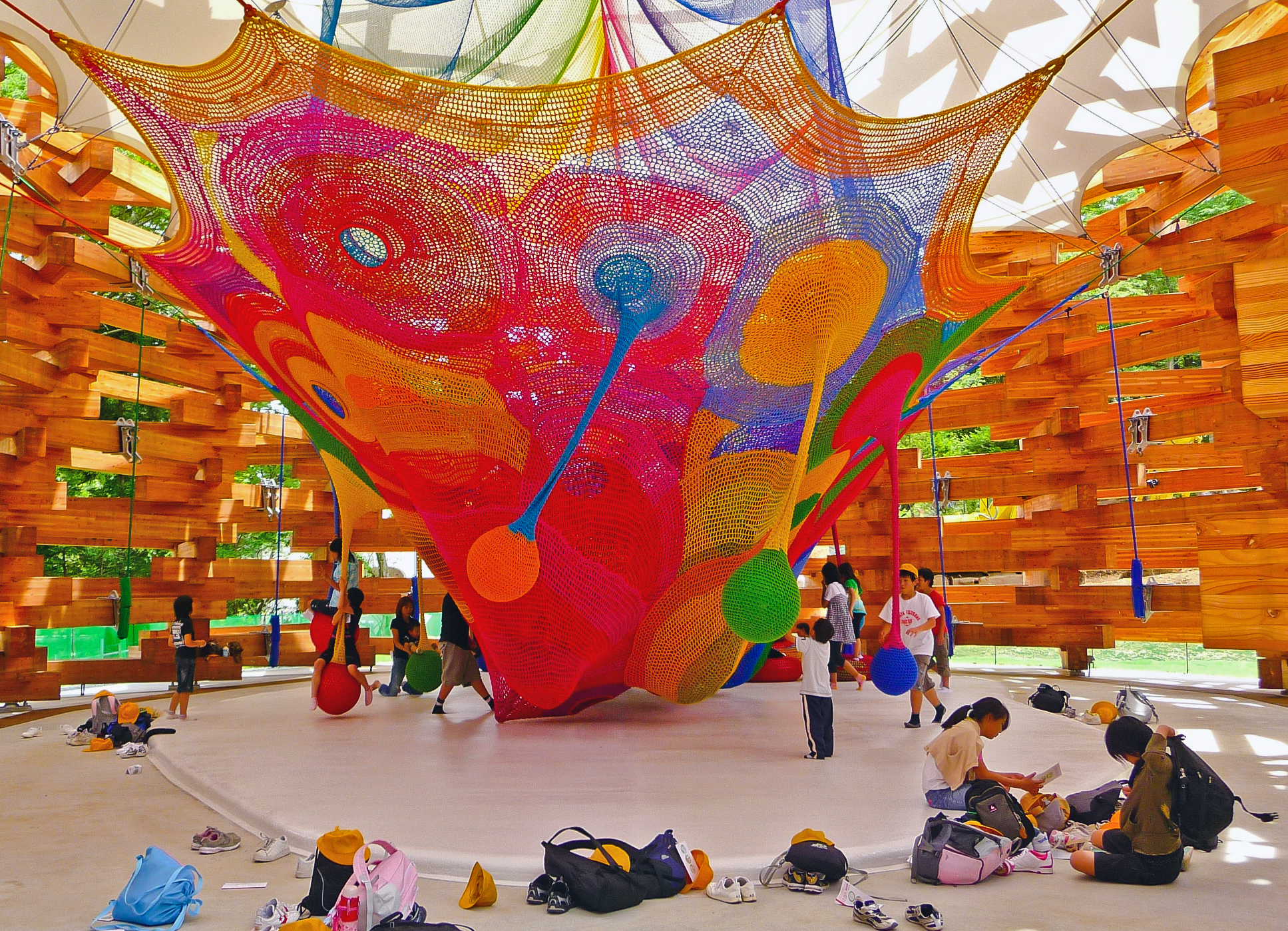
Un campo giochi nel parco

Il parco nazionale Fuji-Hakone-Izu è diviso in quattro aree generali:
1. Area del Fuji
- Fuji
- Cascate Shiraito
- Regione dei cinque laghi
- Aokigahara
- Lago Tanuki

2. Area di Hakone
- Tokaidō
- Orto botanico delle paludi di Hakone
- Lago Ashi
- Grande valle bollente

3. Penisola di Izu
- Monte Amagi
- Sorgenti termali di Atami
- Giardino tropicale di Atagawa con alligatori
- Costa Jogasaki

4. Isole Izu
- Izu Ōshima
- Toshima
- Nii-jima
- Shikinejima
- Kōzushima
- Miyakejima
- Mikurajima
- Hachijojima